# Haute-Amance
Haute-Amance is een gemeente in het Franse departement Haute-Marne (regio Grand Est). De plaats maakt deel uit van het arrondissement Langres. Haute-Amance telde op 1 januari 2022 959 inwoners.

## Geografie
De oppervlakte van Haute-Amance bedroeg op 1 januari 2022 46,33 vierkante kilometer; de bevolkingsdichtheid was toen 20,7 inwoners per km².

## Demografie
Onderstaande figuur toont het verloop van het inwonertal (bron: INSEE-tellingen).